# Toxicocalamus longhagen
Toxicocalamus longhagen — вид змій родини аспідових (Elapidae). Ендемік Папуа Нової Гвінеї. Типовий зразок зібраний у 1967 році неподалік міста Маунт-Гаґен в провінції Західний Гайлендс. Зберігається в Національному музеї та художній галереї Папуа Нової Гвінеї. Спершу він був ідентифікований як Toxicocalamus loriae. Проте у 2022 році, враховуючи унікальне лущення голови та морфологію постфронтальної кістки, було описано новий вид.

## Назва
Назва виду longhagen походить від слова «long», що мовою ток-пісін означає «довгий», та назви типового місцезнаходження Маунт-Гаґен (hagen).

## Опис
Змія середнього розміру зі струнким тілом (566,0 мм загальна довжина, 12,8 мм максимальна латеральна ширина) з 15-15-15 рядами спинної луски, 200 черевними лусками, 43 парними підхвостовими, преокуляр присутній і не злитий з префронталом, преокуляр не контактує з внутрішньою частиною носа або носовий; префронтальна кістка відокремлює передочну від внутрішньоносової та носової шляхом контакту з другою надгубною; лобова кістка не зрощена з надочною; внутрішні носові кістки не зрощені; є чотири циркумокуляри — одна супраокулярна, одна передокулярна, дві постокулярні кістки; носові кістки розділені; одна передня скронева не зрощена з надгубною, одна задня скронева; пластинка клоаки розділена; черевні частини жовтуваті з світло- до темно-коричневого.